# Burgstall Braunsbach
Der Burgstall Braunsbach ist eine abgegangene mittelalterliche Wasserburg vom Typus einer Turmhügelburg (Motte) im Bereich des Hofweges in Braunsbach, einem heutigen Stadtteil von Fürth in Bayern.

## Geschichte
Die von den Herren von Braunsbach, die vermutlich Dienstmänner der Nürnberger Kaiserburg waren, erbaute Burg, wurde 1242–55 mit Marquard von Braunsbach erwähnt. Wann die Burg, von der keine Reste erhalten sind, zerstört oder geschleift wurde, ist nicht bekannt. Auf der Urkatasterkarte aus dem 19. Jahrhundert kann man noch die ehemalige Lage der Turmhügelburg erkennen.